# إبراهيم أوز
إبراهيم أوز (بالعبرية: אברהם עוז‏) هو مترجم ومخرج إسرائيلي، ولد في 23 مايو 1944 في تل أبيب في إسرائيل.